# Shiban, Chongqing
Shiban (kinesiska: 石板) är en köping i sydvästra Kina. Den ligger i stadsdistriktet Jiulongpo i storstadsområdet Chongqing, omkring 26 kilometer sydväst om det centrala stadsdistriktet Yuzhong. Antalet invånare är 9 308. Befolkningen består av 4 510 kvinnor och 4 798 män. Barn under 15 år utgör 12,0 %, vuxna 15-64 år 73 %, och äldre över 65 år 13,0 %.